# Karen Lißon
Karen Lißon (* 9. Juli 1991 in Merseburg) ist eine deutsche Volleyballspielerin.

## Karriere
Lißon kam durch eine Volleyball-AG in der Schule zu diesem Sport. Sie begann ihre Karriere beim SV Braunsbedra. 2004 wechselte sie zur Nachwuchsmannschaft VC Olympia Dresden. Dort wurde sie wegen mehrerer verletzungsbedingter Ausfälle in der Mannschaft von der Diagonalangreiferin zur Zuspielerin umgeschult. 2011 wechselte sie aus der zweiten Liga zum Bundesligisten Alemannia Aachen. 2013/14 spielte Lißon beim Ligakonkurrenten VolleyStars Thüringen.